# Каштаньейра-ду-Вога
Каштаньейра-ду-Вога (порт. Castanheira do Vouga)  —  район (фрегезия) в Португалии,  входит в округ Авейру. Является составной частью муниципалитета  Агеда. Находится в составе крупной городской агломерации Большое Авейру. По старому административному делению входил в провинцию Бейра-Литорал. Входит в экономико-статистический  субрегион Байшу-Воуга, который входит в Центральный регион. Население составляет 708 человек. Занимает площадь 34,41 км².
Покровителем района считается Святой Мамеде (порт. São Mamede). 